# Cunninghamhioideae
Cunninghamhioideae is de botanische naam van een onderfamilie uit de cipresfamilie (Cupressaceae). De onderfamilie telt één geslacht.

## Soorten
- geslacht Cunninghamia
  - Cunninghamia konishii
  - Cunninghamia lanceolata